# Primera batalla de Sarrin
La Primera batalla de Sarrin (març-abril de 2015) es va desenvolupar al nord-est de la Governació d'Alep, durant la Guerra Civil siriana, realitzada per les Unitats de Protecció Popular (YPG, per les seves sigles en kurd) i els seus aliats contra Daeix o Estat Islàmic (EI) a la ciutat de Sarrin i rodalia.

## Antecedents
A principis de març de 2014, l'Estat Islàmic va expandir-se pel Cantó de Kobanî i va llençar una ofensiva a les poblacions del sud, capturant la ciutat de Sarrin.
El 2 de juliol d'aquell mateix any, la ciutat de Kobanî i les poblacions del seu voltant van patir una sèrie d'atacs a mans de l'EI. No obstant això, les forces islamistes van ésser vençudes.
El 13 de setembre de 2014, l'EI va començar una de les més grans ofensives del cantó amb més de 4.000 combatents disposats a capturar la ciutat de Kobanî. Durant aquesta ofensiva, les forces gihadistes van capturar Robey i Tall Ghazal i els graners i granges dels voltants. El 16 de setembre de 2014 l'EI captura d'un dels ponts estratègics que travessa el riu Eufrates.
Com a resposta a la desfeta kurda sobre el terreny, la coalició internacional encapçalada per Estats Units per combatre l'Estat Islàmic, aliat de les forces kurdes, va començar el 26 de setembre, fins al 3 d'octubre (amb una aturada el dia 2), l'ajuda aèria mitjançant bombardejos coordinats amb les forces de terra.
A principis d'octubre de 2014, la major part del Cantó de Kobanî ja estava sota control islamista, amb la ciutat de Kobanî assatjada brutalment, causant un èxode cap a Turquia del 90% de la població kurda de la ciutat. Es calcula que a meitats del mes d'octubre, hi havia desplaçats més de 9.000 islamistes desplaçats a Kobanî per a la seva captura, i més de 400.000 civils d'ètnia kurda refugiats a Turquia. Per tal d'ajudar les tropes kurdes, que combatien amb pocs recursos el ferotge setge, l'estat turc va permetre que milicians de l'Exèrcit Lliure de Síria (FSA, per les seves sigles en anglès) i tropes Peixmerga provinents del Kurdistan Iraquià travessessin la frontera per arribar a Kobanî. A mitjans de novembre, gràcies en part a aquestes ajudes, les YPG van aconseguir donar la volta a la situació i frenar els avenços. 
El 19 de gener de 2015, passat tot aquest temps, les YPG van aconseguir capturar el Mont Mistanour, un punt estratègic al sud-est de la ciutat, que va permetre capgirar la tendència islamista. Durant la setmana següent, les YPG van aconseguir avançar gradualment en diferents punts de la ciutat fins a fer fora les forces gihadistes el dia 27 de gener de 2015. Fonts d'Estat Islàmic van admetre tres dies més tard la desfeta i d'ençà van reposicionar els combatents a altres fronts “més importants”.
Després d'alliberar Kobanî, les YPG junt al FSA van llençar una contra ofensiva per fer fora de la resta del Cantó de Konabî les tropes islamistes. És per això que, Estat Islàmic va enviar reforços a la zona nord de la Governació d'Alep, per prevenir que les forces kurdes alliberessin més territori i poguessin arribar a la capital, Ar-Raqqah.
El 10 de febrer de 2015, les YPG van assaltar la ciutat de Sarrin des del nord-oest. Durant les següents dues setmanes, els militants kurds van posicionar-se a la zona oest de la ciutat. El 27 de febrer, però, l'EI va llençar una contraofensiva que va fer recular les tropes kurdes de Sarrin, fins a Qara Qozak, just darrere l'autopista M5.
Tot i aquesta retirada, en altres zones del territori, de mica en mica anaven avançant i els militants gihadistes caient en combat. Finalment, van alliberar altra vegada la ciutat de Qara Qozak el 15 de març, arribant a recuperar la majoria del territori perdut a principis de setembre de l'any anterior, amb l'excepció de tres petites poblacions a la zona sud del Cantó, prop de Jill, i alguna dotzena de poblacions més a l'est de la Governació d'Ar-Raqqà.

## L'assalt

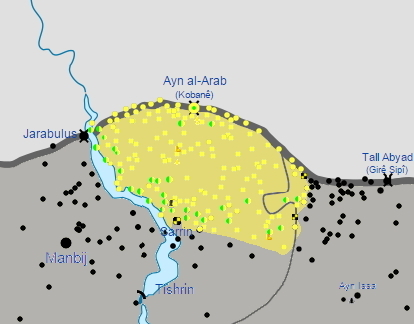
La situació després del final del setge d'EI al Cantó de Kobanî, el 29 d'abril de 2015. La majoria dels avenços islamistes des de setembre de 2014 van ser revertits, i les YPG van poder dirigir-se direcció Sarrin.

### Avenços inicials i contra ofensiva
Entre el 17 I 19 de març, les YPG van capturar l'última muntanya des d'on es podia veure la ciutat de Sarrin, l'últim bastió de l'EI al sud del Cantó de Kobanî. Les forces islamistes van reforçar les seves posicions, augmentant la massa de combatents per a prevenir un assalt de les forces kurdes i els seus aliats a la ciutat, mentre la coalició internacional perpetrava nombrosos bombardejos sobre l'àrea. El dia 18 de març, els xocs entre ambdues forces va resultar en, com a mínim, 27 morts gihadistes.
El 20 de març, les forces kurdes i Burkan al-Firat (Volcà de l'Eufrates, en català), una aliança entre les forces kurdes YPG i YPJ, l'Exèrcit Sirià Lliure (FSA, per les seves sigles en anglès) i altres grups que combaten contra l'EI, recolzats des de l'aire per la coalició internacional, van intentar el primer assalt cap a Sarrin, amb la tàctica ferir i córrer, que consisteix bàsicament en atacar l'enemic i seguidament replegar-se a la posició inicial per no rebre, fins al 28 de març.
El 21 de març, les YPG i el FSA van aconseguir rodejar completament el graner de Sarrin. Durant els enfrontaments i els bombardejos de la coalició internacional liderada pels Estats Units des de l'aire, un total de 71 combatents islamistes va morir, així com 1 militant del FSA. Durant la nit del 22 al 23 de març, l'EI va aconseguir portar reforços a Sarrin a través de la presa de Tishrin, que la coalició no va poder atacar pel perill d'ensorrament i posar en perill la vida dels que viuen Eufrats avall.
El 25 de març, l'EI va atacar la població de Qara Qozak amb barcaces, però l'atac va ser aturat gràcies a la coordinació entre les forces kurdes i els bombardejos que van impedir que les forces islamistes creussin. L'enfrontament va causar la mort de 71 gihadistes, així com 4 combatents kurds. Dos dies després, combats a les poblacions de Sebti i Khani van deixar 3 islamistes morts.
El 28 de març, l'EI va llençar una contraofensiva aconseguint trencar les línies kurdes posicionades sobre l'autopista M4. Van aconseguir capturar novament el graner i la Fàbrica de ciment Lafarge, on alguns contingents islamistes havien estat assatjats durant més de dues setmanes. L'endemà, les YPG van començar novament a atacar les posicions d'EI.
Els primers dies d'abril, l'EI va continuar forçant les forces kurdes enrere. No obstant això, les YPG van aconseguir mantenir la majoria de les zones que rodegen la ciutat. La constaofensiva gihadista va permetre acostar-se a l'autopista M4, tallant la connexió entre Dar Al-Kharab i Mitras. Aquesta situació els va permetre rebre ajuda d'altres zones més fàcilment i el dia 9 d'abril, van aconseguir tallar per complet l'autopista entre Mitras i el graner i entre Nur Ali i Hamdoun a l'est.

### Assetjant Sarrin
A mitjans d'abril, una nova ofensiva de les YPG, recolzades per la coalició internaciona, va permetre que avancessin cap a Sarrin un altre cop. El 13 d'abril, les YPG van concentrar reforços per intentar recuperar el graner, i finalment van alliberar el poble de Manifa Avi.
El 19 d'abril, les forces kurdes van capturar la població de Ras al Ayn, ptallant la principal línia de subministrament de l'EI de l'est de la ciutat. Durant els enfrontaments van morir de com a mínim 10 militants islamistes. A més a més, les YPG  van començar a atacar la darrera ruta de subministrament a Sarrin, la del sud. El 21 d'abril, la milícia kurda va aconseguir recuperar el territori perdut fins a l'autopista M4, i l'altres pobles dels voltants, permetent a les YPG concentrar-se amb els combats que es duien a terme al sud. Fonts sobre el tarreny, van reportar que el graner estava completament rodejat amb més de 50 gihadistes dins.

### Pressió i aturada de l'ofensiva
El 25 d'abril, les forces kurdes i els seus aliats van acabar de rodejar per tres costats la ciutat, cosa que els va permetre començar a pressionar els barris dels tres fronts alhora. Segons almenys una font, les YPG i el FSA van aconseguir penetrar a la zona urbanaa la part nord de Sarrin. El dia 27, les forces islamistes van aconseguir aturar l'ofensiva gràcies a l'ajuda que aconseguien des del sud, cosa que va forçar l'aturada de l'ofensiva. Al mateix temps, l'EI llençava un fort atac sobre Mitras, el qual va ser repel·lit, i, segons fonts sobre el terreny, els 50 militants gihadistes encara aguantaven fins al graner.

## Resultat
El dia 29 d'abril, els últims 124 Peixmerga que eren a Kobanî van retornar al Kurdistan iraquià (KRG, per les seves sigles en anglès), ja que la ciutat havia estat completament assegurada. Així mateix, des del govern del KRG van afirmar que no tornarien a enviar més tropes.
El 9 de maig de 2015, fonts locals van informar que el comandant Abu Omar al-Shishani de l'EI dirigia les forces a Sarrin. L'11 de maig, després de diversos intents des de Khirbat al-Burj i al graner, fonts locals van informar que el nombre de militants islamistes que quedaven a la zona s'havia reduït significativament.
A mitjans de maig, va sortir a la llum que ambdues zones, tant el graner com el barri de Khirbat al-Burj, no estaven completament assatjades, ja que l'EI va aconseguir infiltrar combatents i subministraments des de Sarrin.
El dia 25 de maig, l'EI va llençar una contraofensiva reeixida on va aconseguir capturar les ciutats de Mitras i Jabiriyah, donant cert marge de maniobra sobre el graner i Khirbat al-Burj, així com fer recular les forces kurdes de l'oest de Sarrin cap als afores. El dia 31, les YPG van llençar una nova ofensiva a les zones perdudes dies enrere per intentar recuperar-les.
El 5 de juny, les YPG van alliberar Jabiriyah, a l'est de Mitras, mentre els enfrontaments van continuar a l'àrea dels voltants del graner. l'EI va aconseguir recuperar la zona oest de Sarrin, mentre les forces kurdes van empènyer els islamistes cap als afores de la ciutat al front est.
El 18 de juny, el FSA i les YPG van llançar una nova ofensiva sobre la ciutat.
Després de la massacre de Kobanî l'objectiu d'alliberar Sarrin va esdevenir crucial. L'1 de juliol, les forces kurdes van restablir els setges del graner i Khirbat al-Burj, i, finalment, van aconseguir rodejar per complet Sarrin el 4 de juliol.